# Белоножкин, Александр Иванович
Александр Иванович Белоножкин (12 (24) августа 1864, Гельсингфорс, Великое княжество Финляндское — не ранее 1931, СССР) — русский инженер, директор Путиловского завода.

## Биография
Родился 12 (24) августа 1864 года в Гельсингфорсе. Окончил механическое отделение Петербургского технологического института.
В 1899 году был назначен заведующим Тверского вагонного завода Верхне-Волжского общества. В 1902—1905 гг. был помощником директора и директором Путиловского завода; в 1909—1915 гг. — директором Коломенского завода и директором Правления. В 1916 году состоял директором Правления Товарищества братьев Нобель.
После революционных события 1917 года с 1918 года был ревизором ВСНХ для обследования СНХСР (Совета народного хозяйства Северного района), с 1919 года — инспектор ВСНХ. В 1920 года А. И. Белоножкин — непременный член Технического совета Главметалла, в 1921 — член Совета Высшего технического комитета.
В 1922 году стал преподавать в Политехническом институте, с 1923 года — и в технологическом институте. В обеих стал профессором.
С 1926 года заведовал машиностроительным отделом Государственного института по проектированию новых заводов (Гипромез).
Арестован 9 мая 1929 года. Обвинялся по статье 58-4,7,9. Был приговорён 8 августа 1931 года к расстрелу с заменой на 10 лет исправительно-трудовых работ. Реабилитирован 26 июня 1989 года.